# 冷天禄
冷天禄（18世纪—1799年），清朝四川白莲教义军首领，东乡（今四川宣汉县）人。
冷天禄研习白莲教。嘉庆元年（1796年）九月，与东乡白莲教头领王三槐、张子聪等率众七百余人于东乡丰（或峰）城莲花沟起兵反清，响应湖北襄阳反清起义。之后占据丰城，声势浩大。次年七月，川楚义军会师，与王三槐所率义军称东乡白号，成为四川白莲教起义军中最剽悍的一支。冷天禄与王三槐同为东乡白号首领。冷天禄多谋略，在义军中“最著名”。王三槐被诱捕后，嘉庆三年（1798年）冷天禄率东乡白号继续抗清，继任东乡白号义军首领，举为大元帅，亲率众义军抗拒清军，屯兵云阳安乐坪，修木城筑石卡据守。次年，在广安州（今广安县）岳池人头堰中箭而死。其部将张子聪、符白明等率军继续斗争。